# 野口葵衣
野口 葵衣（のぐち あおい、1995年4月6日 - ）は、NHKのアナウンサー。

## 来歴
新潟県新潟市出身。頌栄女子学院中学校・高等学校、慶應義塾大学法学部政治学科卒業後、2018年4月に入局。初任地は山形放送局で、2021年春に福岡放送局、2024年4月に東京アナウンス室へ異動する。
2022年4月から『ブラタモリ』を担当することが同年2月9日に発表された。担当後も引き続き福岡放送局に所属し、隔週で『ロクいち!福岡』のキャスターを担当する。
2024年4月から『NHKニュースおはよう日本』（平日5時台・隔週）を担当することが、2月14日に発表された。これに伴い、担当していた『ロクいち!福岡』は2024年3月22日の放送で退任した。

## 人物
- 大学時代はテレビ朝日アスクに通い、学生キャスターを務めた。
- 大学2年時に、慶応大学メディア・コミュニケーション研究所でマスメディアやジャーナリズムについて学ぶ[13]。

## 現在の担当番組
- ニュースウオッチ9（プレゼンター・リポーター：2025年3月31日 - ）
- 明日をまもるナビ（ナレーション：2024年4月 - ）

## 過去の担当番組

### 山形放送局時代（2018年度 - 2020年度）
- どーも、NHK（2018年6月3日） - 新人お披露目
- 山形県のニュース・中継・リポート
- やままる - キャスター
- 歴史秘話ヒストリア（2019年9月4日『西郷と最後まで闘った男』） - リポーター
- あさイチ「JAPA-NAVI 山形 つつましさが育んだ華やかな魅力」（2019年10月31日） - リポーター[14]
- ニュース シブ5時（2020年6月1日） - 寒河江市のご当地グルメ「寒河江焼きとり」をリポート。
- NHKニュースおはよう日本・正午ニュース（2020年7月29日） - この日の未明に発生した山形県内の記録的大雨による最上川の氾濫に関するニュースの中で、大石田町から生中継での被害状況のリポートを担当。

### 福岡放送局時代（2021年度 - 2023年度）
- ロクいち!福岡（2021年3月29日 - 2024年3月22日） - キャスター（※2021年度は週5日担当。2022年度から2023年度までは姫野美南と隔週で担当[10]）
- 福岡県・九州沖縄のニュース
- ニュース845福岡[15]
- 2021年福岡県知事選挙開票速報（2021年4月11日・福岡県域） - キャスター
- NHKニュースおはよう日本（2021年7月26日 - 7月30日、5時台） - 代理キャスター[注 1]
- 日本人のおなまえ「ゴリけんが行く!福岡ナゾ解き旅」（2021年9月16日） - リポーター
- ＃てれふく（福岡県域）
  - 「地名探偵 ゴリサーチ!」（2021年10月8日） - MC
  - 「大追跡!バリサーチ」（2022年4月15日） - MC[16]
  - 「福岡サンセット物語」（2022年9月9日） - ナレーション
- KARATSU-ジャック・マイヨールが愛した海 四季（2021年10月8日、BSプレミアム・BS4K） - 語り
- 第49回衆議院選挙福岡県全11選挙区開票速報（2021年10月31日・福岡県域） - キャスター
- 第49回衆議院選挙比例九州ブロック開票速報（2021年10月31日・九州沖縄地方） - キャスター
- The Life
  - 「Change!ジェンダーをこえて」（2021年11月19日・九州沖縄地方） - MC（魚住優とともに進行）
- まもなく紅白! 今年もすごいぞスペシャル（2021年12月31日） - 直前編
- 九州沖縄○○すぎる!選手権（九州沖縄地方） - 司会
  - 第2回（2022年1月28日）
  - 第3回（2023年1月27日）
  - 第4回（2024年1月26日）
- エンジョイ!ビーチクリーン2022「学生×SDGs×NHK福岡×新しい海のまもりかた」（2022年3月21日・福岡県域） - トークショーMC[注 2]
- 特選 追跡!バリサーチ（2022年3月26日・福岡局域） - MC
- ブラタモリ（2022年4月9日[8] - 2024年3月9日） - アシスタント
- ニュース645福岡（2022年6月25日、12月27日 - 28日、2023年1月28日、10月15日、2024年1月14日、2月3日、2月25日）
- 令和4年台風14号特設ニュース（2022年9月19日） - 福岡放送局より九州地方の災害状況を伝えた（全国放送）[注 3]。
- 福岡市長選挙開票速報（2022年11月20日・福岡県域） - キャスター
- ブラタモリ×鶴瓶の家族に乾杯 新春スペシャル - アシスタント（ブラタモリ担当）[注 4]
  - ブラタモリ×鶴瓶の家族に乾杯 新春スペシャル2023「江の島でブラブラ乾杯」（2023年1月1日）
  - タモリと鶴瓶のテレビDEお正月2024「お正月のテレビ」（2024年1月6日[注 5]）
- 九州地方寒波特設ニュース（2023年1月24日） - 福岡放送局より九州地方の災害状況を伝えた（ブロック放送）[注 6]。
- 「九州・沖縄 地震コレダケハ!」（2023年3月10日）- リポーター[注 7]
- 大雨関連特設ニュース（2023年7月10日） - 福岡放送局より九州北部地方の災害状況を伝えた（全国放送）[注 8]。
- ライフライン情報（2023年7月10日） - 福岡放送局より福岡県内のライフライン情報を伝えた（15時13分台・県域放送）。
- 大雨関連特設ニュース（2023年7月10日） - 福岡放送局より九州北部地方の災害状況を伝えた（ブロック放送）[注 9]。
- ニュース「記録的大雨から1週間」（2023年7月17日・九州沖縄地方） - ナレーション
- 台風6号特設ニュース（2023年8月9日・九州地方） - 福岡放送局より九州地方の災害状況を伝えた[注 10]。
- 大相撲九州場所直前!あつまれふるさと力士（2023年11月10日・九州沖縄地方） - ナレーション

- ラジオ深夜便『ラジオ文芸館』「どこかべつのところで」（2022年2月21日） - 朗読
- ラジオニュース（九州沖縄、R1・FM）の泊まり勤務担当（2022年10月10日 - 11日、2023年1月30日 - 31日、10月10日 - 11日、11月10日 - 11日、12月18日 - 19日、12月24日 - 25日、2024年1月4日 - 5日、2月13日 - 14日、2月23日 - 24日、3月16日 - 17日）[注 11]
- はっけんラジオ（2023年2月3日、3月31日、10月25日）[注 12]

### 東京アナウンス室時代（2024年度 - ）
- NHKニュースおはよう日本（5:00 - 5:59キャスター、6:55交通情報、6時 - 7時台のニュースリーダー・代行サブキャスター：2024年4月1日 - 2025年3月21日）[17][12]
- 明日をまもるナビ（ナレーション：2024年4月 - ）
- コウケンテツの日本１００年ゴハン紀行ミニ - BS・語り
  - 京都編京都・伊根のブリ（2024年5月21日）
  - 京都編京都・久御山町の九条ねぎ（2024年5月22日）
  - 京都編京都・丹波高原のチーズ（2024年5月23日）
  - 京都編京都・伊根のブリ（2024年6月7日）
  - 福岡・玄界灘の恵み極上マダイ（2024年12月4日）
  - 福岡・進化する豚骨ラーメン（2024年12月9日）
  - 福岡・筑後川の恵み香菜パクチー（2024年12月12日）
  - 三重地域の宝極上！伊勢えび（2025年2月10日）
  - 三重高校生が飼育！特産松阪牛（2025年2月21日）
  - 三重注目の果実！マイヤーレモン（2025年2月26日）
- フロンティアで会いましょう!（司会：2024年6月17日、10月2日 - 11月27日）
- パリオリンピック２０２４みんなでハイライト （２）熱戦が続く！後半戦（キャスター：2024年8月11日）
- さわやか自然百景「大阪摂津峡」（語り：2024年9月8日 ）
- ギュギュっと１００年！イッキミＴＶ　弁当箱の１００年（BS・語り：2025年3月20日）
- 放送１００年　時代を超えて　３世代が選ぶあの番組（2025年3月22日）
- メディアが私たちをつくってきた！？（ナレーション：2025年3月23日）
- 疾走！タクラマカン砂漠鉄道　～冬のシルクロードをゆく～（BS8K・語り：2025年3月28日）
- 解剖！マスターピース～葛飾北斎『神奈川沖浪裏』～（BS・語り：2025年3月30日）

- ラジオ深夜便『ラジオ文芸館』「波打ち際のふたり」（2024年11月4日） - 朗読